# Figlie di Nostra Signora della Neve
Le Figlie di Nostra Signora della Neve sono un istituto religioso femminile di diritto pontificio.

## Storia
La congregazione fu fondata a Savona dal canonico Giovanni Battista Becchi ed eretta il 2 dicembre 1843 dal vescovo Alessandro Riccardi di Netro.
Nel 1844 furono aperti un asilo e una scuola elementare nel sobborgo delle Fornaci: le suore si diffusero rapidamente in Liguria e Piemonte ed estesero il loro apostolato al servizio in orfanotrofi, ospedali e ricoveri per anziani.
La prima missione fu aperta nel 1971 in Brasile, dove le suore presero a dedicarsi al servizio ai poveri delle favelas.
L'istituto ottenne il pontificio decreto di lode il 12 novembre 1951 e le sue costituzioni ricevettero l'approvazione definitiva il 15 febbraio 1962.

## Attività e diffusione
Le suore si dedicano all'assistenza all'infanzia, all'educazione dei fanciulli e alla cura di malati e poveri.
Oltre che in Italia, sono presenti in Brasile e Perù; la sede generalizia è a Savona.
Alla fine del 2008 la congregazione contava 126 religiose in 23 case.